# Jacques Cartier (rose)
Pour les articles homonymes, voir Jacques Cartier (homonymie).
'Jacques Cartier' est un cultivar de rosier obtenu en 1868 par Moreau et Robert. Ce  rosier de Portland doit son nom à l'explorateur français Jacques Cartier (1491-1557).

## Description
Ce buisson très florifère et remontant est l'un des rosiers de Portland qui compte toujours parmi les plus prisés, grâce à ses fleurs très doubles au rose délicat (plus soutenu au cœur) très parfumées. Elles s'épanouissent en coupe, puis en rosette et mesurent environ de 6 cm à 9 cm, ressemblant à de petites pivoines. Elles ne donnent pas de fruits à l'automne.
Le buisson au feuillage vert glauque s'élève de 100 cm à 120 cm, pour 100 cm d'envergure. Ses aiguillons sont redoutables.

## Culture
Après la floraison, il faut égaliser la hauteur des branches du buisson et supprimer en hiver les branches trop grêles. Il peut parfaitement être cultivé en pot.
Le rosier 'Jacques Cartier' est très résistant aux maladies du rosier.